# Olympische Winterspiele 1948/Teilnehmer (Griechenland)
| Gelbes Symbol für Goldmedaillen mit stilisierten Olympischen Ringen | Graues Symbol für Silbermedaillen mit stilisierten Olympischen Ringen | Braundes Symbol für Bronzemedaillen mit stilisierten Olympischen Ringen |
| ------------------------------------------------------------------- | --------------------------------------------------------------------- | ----------------------------------------------------------------------- |
| —                                                                   | —                                                                     | —                                                                       |

Griechenland nahm an den V. Olympischen Winterspielen 1948 in St. Moritz mit einem Athleten teil.
| Männliche Teilnehmer aus Griechenland | Männliche Teilnehmer aus Griechenland | Männliche Teilnehmer aus Griechenland | Männliche Teilnehmer aus Griechenland | Männliche Teilnehmer aus Griechenland |
| Sportart                              | Sportler                              | Disziplin                             | Platz                                 | Bemerkung                             |
| ------------------------------------- | ------------------------------------- | ------------------------------------- | ------------------------------------- | ------------------------------------- |
| Ski Alpin                             | Fotis Mavriplis                       | Abfahrt                               | 101                                   |                                       |
| Ski Alpin                             | Fotis Mavriplis                       | Kombination                           | dnf                                   |                                       |